# Şüvəlan FK
Şüvəlan FK (azerski: Şüvəlan Futbol Klubu) je azerbajdžanski nogometni klub iz Šuveljana, Baku. 

## Imena
- AMMK 1996. – 2005.
- Olimpik 2005. – 2009.
- Olimpik-Şüvəlan 2009. – 2010.
- AZAL 2010. – 2017.
- Şüvəlan FK 2017. –

## Povijest

### Malonogometni klub
Klub je osnovan 1996. godine kao malonogometni klub pod imenom AMMK. U Azerbajdžanskoj malonogometnoj Premier ligi natjecao se od 1996./97. do 2003./04. Predstavljao je Azerbajdžan na UEFA Futsal Cup 2003./04. 

### Profesionalni klub

#### AMMK
AMMK je 2004. godine postao profesionalni nogometni klub te se tada pridružio Azerbajdžanskoj prvoj ligi. AMMK osvaja Azerbajdžanskoj prvu ligu u sezoni 2004./05. 

#### Olimpik
2005. godine klub je preimenovan u Olimpik. Olimpik je skoro osvojio Azerbajdžansku Premier ligu tijekom sezone 2007./08., no u zadnjem kolu izgubio je od Qarabağa. Da je Olimpik pobijedio ili igrao izjednačeno, osvojio bi Azerbajdžansku Premier ligu. Olimpik je u europskim utakmicama debitirao u kvalifikacijama za Kup UEFA 2008./09. kada je igrao protiv Vojvodine. Utakmica je završila porazom Olimpika 1:0. Iduća utakmica završila je 1:1.

#### Olimpik-Şüvəlan
Klub je 2009. godine preimenovan u Olimpik-Shuvalan PFC nakon preseljena iz centra Bakua u Šuveljan.

#### AZAL
Klub je 2010. godine preimenovan u AZAL PFC  zbog sponzorstva Azerbaijan Airlinesa. U rujnu 2010. godine klub je započeo izgradnju stadiona AZAL Arena u Šuveljanu. AZAL je u sezoni 2010./11. Azerbajdžanske Premier lige završio na četvrtome mjestu, čime je osigurao kvalifikacije za UEFA Europsku liga 2011./12. Zbog UEFA-inih sponzorskih regulacija klub je nastupao pod starim imenom Olimpik-Şüvəlan. U kvalifikacijama je igrao protiv Minska 1:1 te 2:3.

#### Şüvəlan FK
Klub je 12. svibnja 2017. godien preimenovan u Şüvəlan FK.

## Stadion
Şüvəlan FK svoje utakmice igra na AZAL Areni. Kapacitet stadiona iznosi 3,500. Klub planira u idućim godinama proširit kapacitet za 6,000, tj. na 9,500. 
Između 2005. i 2011. godine klub je svoje utakmice igrao na Šafa stadionu.

## Vanjske poveznice
- Službena web stranica kluba
- AZAL PFC na PFL.AZ